# Bernard Tiphaine
Pour les articles homonymes, voir Tiphaine.
Bernard Tiphaine est un acteur et directeur artistique français, né le 29 juillet 1938 à Paris 15e et mort le 19 octobre 2021 à Châteauneuf-de-Gadagne,.
Il a notamment joué dans Le Feu follet avec Maurice Ronet et dans La difficulté d'être infidèle.
Il est connu pour son travail dans le doublage, dont il a été une grande voix française,.

## Biographie

### Carrière

#### En doublage
Très actif dans le doublage, il est notamment la voix française régulière de Christopher Walken, Chuck Norris, Donald Sutherland, Barry Bostwick, Stacy Keach et James Caan, ainsi qu'une voix récurrente de Jeremy Irons et Harvey Keitel,.
Au sein de l'animation, il est notamment la voix française de Bender dans Futurama (saisons 1 à 3 puis 5 à 7), du Dr Finkelstein dans L'Étrange Noël de monsieur Jack,, d'Anton Ego dans Ratatouille ou encore celle de Jean-Roger Cornichon dans les œuvres Les Razmoket. Dans les jeux vidéo, il est également la voix française du président John Henry Eden dans Fallout 3 et de Riordan dans Dragon Age: Origins.
En 2017 il participe, au côté de 15 autres grandes voix du doublage français, au court métrage On s'est fait doubler !.

### Vie privée
Il prend sa retraite courant 2018 après avoir été diagnostiqué de la maladie d'Alzheimer.

### Mort
Sa fille Marion annonce son décès le 19 octobre 2021, des suites de cette maladie.

## Théâtre
- 1962 : Les Oiseaux rares de Renée Hoste, mise en scène Alfred Pasquali, théâtre Montparnasse
- 1968 : Notre petite ville de Thornton Wilder, mise en scène Raymond Rouleau, théâtre Hébertot
- 1969 : Le monde est ce qu'il est d'Alberto Moravia, mise en scène Pierre Franck, théâtre des Célestins, théâtre de l'Œuvre
- 1971 : Boeing Boeing de Marc Camoletti, mise en scène Christian-Gérard, Comédie-Caumartin : Robert
- 1972 : Folie douce de Jean-Jacques Bricaire et Maurice Lasaygues, mise en scène Michel Roux, théâtre Marigny
- 1974 : Le Sexe faible d'Édouard Bourdet, mise en scène Jean-Laurent Cochet, théâtre de l'Athénée
- 1974 : Le Siècle des lumières de Claude Brulé, mise en scène Jean-Laurent Cochet, théâtre du Palais-Royal
- 1975 : Le Chasseur français de Boris Vian, mise en scène Pierre Perroux, théâtre Présent
- 1976 : L'École des cocottes de Paul Armont et Marcel Gerbidon, mise en scène Jacques Ardouin, théâtre Hébertot
- 1977 : Le Sexe faible d'Édouard Bourdet, mise en scène Jean Meyer, théâtre des Célestins
- 1978 : Le Colonel Chabert d'après Honoré de Balzac, mise en scène Jean Meyer, théâtre des Célestins

## Filmographie

### Cinéma
- 1963 : Le Feu follet de Louis Malle : Milou
- 1964 : La difficulté d'être infidèle de Bernard Toublanc-Michel : Olivier
- 1965 : Le Coup de grâce de Jean Cayrol et Claude Durand : Mario
- 1965 : La Dame de pique de Léonard Keigel : Tomsky
- 1966 : La Seconde Vérité de Christian-Jaque : Vaden
- 1967 : Deux Billets pour Mexico de Christian-Jaque : Julien
- 1969 : La Maison de campagne de Jean Girault : Louis-Philippe de Moncontour
- 1970 : Céleste de Michel Gast : un barbouze
- 1973 : Un officier de police sans importance de Jean Larriaga : un policier
- 1976 : La situation est grave... mais pas désespérée de Jacques Besnard
- 1979 : Je te tiens, tu me tiens par la barbichette de Jean Yanne : un dirigeant d'AF4
- 1981 : Madame Claude 2 de François Mimet : Robert

### Télévision
- 1961 : Le Rouge et le Noir de Pierre Cardinal : Norbert de La Mole
- 1965 : En votre âme et conscience, épisode La canne à épée : M. Steiner
- 1966 : Les Compagnons de Jéhu de Michel Drach
- 1966 : La 99ème minute de François Gir
- 1967 : Salle no 8 de Jean Dewever et Robert Guez
- 1968 : Les Cinq Dernières Minutes, épisode Les Enfants du faubourg de Claude Loursais
- 1969 : Le Huguenot récalcitrant de Jean L'Hôte
- 1970 : Au théâtre ce soir : Dix Petits Nègres d'Agatha Christie, mise en scène Raymond Gérôme, réalisation Pierre Sabbagh, théâtre Marigny
- 1972 : Au théâtre ce soir : Folie douce de Jean-Jacques Bricaire et Maurice Lasaygues, mise en scène Michel Roux, réalisation Pierre Sabbagh, Théâtre Marigny
- 1973 : Les Cinq Dernières Minutes : Meurtre par intérim de Claude Loursais
- 1973 : Les deux maîtresses d'après Alfred de Musset : Valentin Moreuil
- 1974 : Au théâtre ce soir : Le Sexe faible d'Édouard Bourdet, mise en scène Jacques Charon, réalisation Georges Folgoas, Théâtre Marigny
- 1974 : Entre toutes les femmes de Maurice Cazeneuve
- 1974 : Le deuil sied à Électre d'Eugene O'Neill, réalisation de Maurice Cazeneuve : Adam Brant
- 1976 : Les Douze Légionnaires de Bernard Borderie : sergent-chef Larue
- 1977 : Au théâtre ce soir : Les Choutes de Pierre Barillet et Jean-Pierre Grédy, mise en scène Michel Roux, réalisation Pierre Sabbagh, théâtre Marigny
- 1977 : Au théâtre ce soir : L'École des cocottes de Paul Armont et Marcel Gerbidon, mise en scène Jacques Ardouin, réalisation Pierre Sabbagh, théâtre Marigny
- 1978 : Au théâtre ce soir  Le Colonel Chabert d'après Honoré de Balzac, mise en scène Jean Meyer, réalisation Pierre Sabbagh, théâtre Marigny
- 1978 : La Vie comme ça de Jean-Claude Brisseau : Pineau
- 1980 : Au théâtre ce soir : Danse sans musique de Richard Puydorat et Albert Gray d'après Peter Cheyney, mise en scène René Clermont, réalisation Pierre Sabbagh, théâtre Marigny
- 1980 : Les Faucheurs de marguerites de Marcel Camus
- 1984 : Les Cinq Dernières Minutes, épisode La Quadrature des cercles de Jean-Pierre Richard

## Doublage
Note : Les dates indiquées en italique correspondent aux sorties initiales des films auxquels Bernard Tiphaine a participé aux redoublages et / ou aux doublages tardifs.

### Cinéma

#### Films
- Christopher Walken dans :
  - La Porte du paradis (1980) : Nathan D. Champion
  - Brainstorm (1983) : Dr Michael Anthony Brace
  - Dead Zone (1983) : Johnny Smith
  - Dangereusement vôtre (1985) : Max Zorin
  - Comme un chien enragé (1986) : Brad Whitewood Sr.
  - Biloxi Blues (1988) : le sergent Merwin J. Toomey
  - Hollywood Mistress (1992) : Warren Zell
  - Scam (1993) : Jack Shancks
  - Wayne's World 2 (1993) : Bobby Cahn
  - The Prophecy (1995) : Gabriel
  - Dernières heures à Denver (1995) : "Le manipulateur"
  - Meurtre en suspens (1995) : M. Smith
  - Touch (1997) : Bill Hill
  - Excess Baggage (1997) : Raymond Perkins
  - La Souris (1997) : Caeser, l'exterminateur
  - The Prophecy 2 (1998) : Gabriel
  - The Prophecy 3: The Ascent (2000) : Gabriel
  - Les Opportunistes (2000) : Victor "Vic" Kelly
  - Joe La Crasse (2001) : Clem
  - Couple de stars (2001) : Hal Weidmann
  - L'Affaire du collier (2001) : Cagliostro
  - L'Amour, six pieds sous terre (2002) : Frank Featherbed
  - Les Country Bears (2002) : Reed Thimple
  - Amours troubles (2003) : détective Stanley Jacobellis
  - Kangourou Jack (2003) : Sal Maggio
  - Bienvenue dans la jungle (2003) : Travis
  - Envy (2004) : J-Man
  - Man on Fire (2004) : Rayburn
  - Et l'homme créa la femme (2004) : Mike Willington
  - Click : Télécommandez votre vie (2006) : Morty
  - Man of the Year (2006) : Jack Menken
  - Irish Gangster (2011) : Alex Birns
  - Sept psychopathes (2012) : Hans
  - Jersey Boys (2014) : Angelo « Gyp » DeCarlo
  - Joe La Crasse 2 : Un bon gros loser (2015) : Clem
  - One More Time (2015) : Paul Lombard
  - Eddie the Eagle (2016) : Warren Sharp
  - Ma vie de chat (2016) : Felix Purrkins
  - Mon âme sœur (2018) : Myron

- Donald Sutherland dans :
  - Crackers (1984) : Weslake
  - Le Carrefour des innocents (1989) : Dr Charles Loftis
  - Une saison blanche et sèche (1989) : Ben du Toit
  - Six degrés de séparation (1993) : John Flanders Kettridge
  - Free Money (1998)[Note 2] : le juge Rolf Rausenberg
  - Virus (1999) : Capitaine Robert Everton
  - L'Art de la guerre (2000) : Douglas Thomas
  - 1943, l'ultime révolte (2001) : Adam Czerniaków
  - Sur le chemin de la guerre (2002) : Clark Clifford
  - L'Affaire des cinq lunes (2003) : le juge Rosario Saracini
  - Braquage à l'italienne (2003) : John Bridger
  - Des gens impitoyables (2005) : Ogden C. Osborne
  - Orgueil et Préjugés (2005) : M. Bennett
  - American Haunting (2005)[Note 3] : John Bell
  - Demande à la poussière (2006) : Hellfrick
  - À cœur ouvert (2007) : le juge Raines
  - L'Amour de l'or (2008) : Nigel Honeycutt
  - L'Aigle de la Neuvième Légion (2011) : Aquila
  - Comment tuer son boss ? (2011) : Jack Pellit
  - Le Flingueur (2011) : Harry McKenna
  - Hunger Games (2012) : président Corolianus Snow
  - Hunger Games : L'Embrasement (2013) : Coriolianus Snow
  - The Best Offer (2013) : Billy
  - The Calling (2014) : père Price
  - Hunger Games : La Révolte, partie 1 (2014) : Coriolianus Snow
  - Hunger Games : La Révolte, partie 2 (2015) : Coriolianus Snow
  - Forsaken (2015) : le révérend Clayton
  - Hunger Games : La Ballade du serpent et de l'oiseau chanteur (2023) : Coriolianus Snow âgé (archive sonore)

- James Caan dans :
  - Objectif Lune (1968) (doublage tardif de 2013) : Lee Stegler
  - Le Parrain (1972) : Santino « Sonny » Corleone (1er doublage)
  - La Chasse aux dollars (1973) : Dick Kanipsia
  - Le Parrain 2 (1974) : Sonny Corleone (1er doublage)
  - Funny Lady (1975) : Billy Rose
  - Rollerball (1975) : Jonathan E.
  - Tueur d'élite (1975) : Mike Loken
  - Un pont trop loin (1977) : le sergent Eddie Dohun
  - Le Souffle de la tempête (1978) : Frank « Buck » Athearn
  - L'Impossible Témoin (1980) : Thomas Hacklin Jr.
  - Le Solitaire (1981) : Frank
  - Jardins de pierre (1987) : Clell Hazard
  - Futur immédiat, Los Angeles 1991 (1988) : Matthew Sykes
  - Misery (1990) : Paul Sheldon
  - Flesh and Bone (1993) : Roy Sweeney
  - Grand Nord (1996) : Sean McLennon
  - Way of the Gun (2000) : Joe Sarno
  - City of Ghosts (2002) : Marvin
  - Jericho Mansions (2003) : Leonard Grey
  - Elfe (2003) : Walter
  - New York, I Love You (2008) : M. Riccoli
  - Braquage à New York (2010) : Max Saltzman
  - Crazy Dad (2012) : le Père McNally

- Chuck Norris dans :
  - La Fureur du dragon (1972)[Note 4] : Colt
  - Les Casseurs (1977) : John David "J.D." Dawes
  - La Fureur du juste (1980) : Scott James
  - Dent pour dent (1981) : Sean Kane
  - Œil pour œil (1983) : J.J. McQuade
  - Portés disparus (1984) : James Braddock
  - Portés disparus 2 (1985) : James Braddock
  - Invasion U.S.A. (1985) : Matt Hunter
  - Delta Force (1986) : Scott McCoy
  - Le Temple d'or (1986) : Max Donigan
  - Portés disparus 3 (1988) : James Braddock
  - Héros (1988) : Danny O'Brien
  - Delta Force 2 (1990) : Scott McCoy
  - L'Arme secrète (1991) : Garrett/Grogan
  - Sidekicks (1992) : lui-même
  - Hellbound (1994) : Frank Shatter
  - Chien d'élite (1995) : Jack Wilder
  - L'Esprit de la forêt (1996) : Jeremiah McKenna (version TV)
  - Dodgeball ! Même pas mal ! (2004) : lui-même
  - Le Sang du diamant (2005) : John Shepherd
  - Expendables 2 : Unité spéciale (2012) : Booker

- John Hurt dans :
  - Avant que vienne l'hiver (1969) : Lieutenant Pilkington
  - Le Cri du sorcier (1978) : Anthony Fielding
  - La Nuit de l'évasion (1982) : Peter Strelzyk
  - Partners (1982) : Kerwin
  - 1984 (1984) : Winston Smith
  - Scandal (1989) : Stephen Ward
  - Dead Man (1995) : John Scholfield
  - Brighton Rock (2010) : Phil Corkery
  - Les Immortels (2011) : le vieil homme

- Kris Kristofferson dans :
  - Le Marin qui abandonna la mer (1976) : Jim Cameron
  - Blade (1998) : Abraham Whistler
  - Blade 2 (2002) : Abraham Whistler
  - Blade: Trinity (2004) : Abraham Whistler
  - Les Copains des neiges (2008) : Talon, le malamute de l'Alaska (voix)
  - Points de rupture (2008) : Randall
  - Ce que pensent les hommes (2009) : Ken Murphy
  - Bloodworth (en) (2010) : E. F. Bloodworth
  - L'Incroyable Histoire de Winter le dauphin 2 (2014) : Reed Haskett

- Jeremy Irons dans :
  - Le Mystère von Bülow (1990) : Claus von Bülow
  - Fatale (1992) : Stephen Fleming
  - Une journée en enfer (1995) : Simon Peter Gruber
  - La Panthère rose 2 (2009) : Alonso Avelladena
  - Margin Call (2011) : John Tuld
  - High-Rise (2015) : Anthony Royal
  - Batman v Superman : L'Aube de la justice (2016) : Alfred Pennyworth
  - Assassin's Creed (2016) : Dr Alan Rikkin
  - Justice League (2017) : Alfred Pennyworth

- Warren Beatty dans :
  - Reds (1981) : John Silas Reed
  - Ishtar (1987) : Lyle Rogers
  - Dick Tracy (1990) : Dick Tracy
  - In Bed with Madonna (1991) : Warren Beatty
  - Bugsy (1991) : Bugsy Siegel
  - Bulworth (1998) : Jay Billington Bulworth
  - Potins mondains et Amnésies partielles (2001) : Porter Stoddard
  - L'Exception à la règle (2016) : Howard Hughes

- Harry Dean Stanton dans :
  - De l'or pour les braves (1970) : Willard
  - Slam Dance (1987) : Benjamin Smiley
  - She's So Lovely (1997) : Tony 'Shorty' Russo
  - The Pledge (2001) : Floyd Cage
  - This Must Be the Place (2011) : Robert Plath
  - Avengers (2012) : le gardien du hangar détruit
  - Le Dernier Rempart (2013) : le fermier

- Harvey Keitel dans :
  - Blue Collar (1978)[Note 5] : Jerry
  - Une nuit en enfer (1996) : Jacob Fuller
  - Petits meurtres entre nous (1996) : George
  - Cop Land (1997) : Ray Donlan
  - Benjamin Gates et le Trésor des Templiers (2004) : Peter Sadusky
  - Benjamin Gates et le Livre des secrets (2007) : Peter Sadusky
  - Le Congrès (2013) : Al

- Peter Fonda dans :
  - Le Voyage (1967) : Paul Groves
  - Easy Rider (1969) : Wyatt
  - Les Mercenaires (1976) : Mike Bradley
  - L'Or de la vie (1997) : Ulee Jackson
  - Bande de sauvages (2007) : Damien Blade
  - Les Anges de Boston 2 (2009) : The Roman

- Dennis Hopper dans :
  - Une trop belle cible (1990) : Milo
  - Search and Destroy (1995) : Dr Luther Waxling
  - Basquiat (1996) : Bruno Bischofberger
  - Jesus' Son (en) (1999) : Bill
  - Coup de maître (2000) : Gianni Ponti
  - Les Hommes de main (2001) : Benny Chains

- Elliott Gould dans :
  - Ocean's Eleven (2001) : Reuben Tishkoff
  - Ocean's Twelve (2004) : Reuben Tishkoff
  - Ocean's Thirteen (2007) : Reuben Tishkoff
  - Contagion (2011) : Dr Ian Sussman
  - Le Noël de mes rêves (2012) : Sam Finkelstein
  - Ocean's 8 (2018) : Reuben Tishkoff

- Sam Elliott dans :
  - Rush (1991) : Dodd
  - The Alibi (2006) : The Mormon
  - À la croisée des mondes : La Boussole d'or (2007) : Lee Scoresby
  - Où sont passés les Morgan ? (2009) : Clay Wheeler
  - In the Air (2009) : Maynard Finch

- Scott Glenn dans :
  - Training Day (2001) : Roger
  - Écrire pour exister (2007) : Steve Gruwell
  - W. : L'Improbable Président (2008) : Donald Rumsfeld
  - Sucker Punch (2011) : le Sage
  - Paperboy (2012) : W.W. Jansen

- Stacy Keach dans :
  - Chicago Overcoat (2009) : Ray Berkowski
  - Truth : Le Prix de la vérité (2015) : Bill Burkett
  - Cell (2016) : Charles Ardai
  - Gold (2017) : Clive Coleman
  - Gotti (2018) : Aniello Dellacroce

- Ian McShane dans :
  - Salaud (1971) : Wolfe Lissner
  - La Cible hurlante (1972) : Birdy Williams
  - Scoop (2006) : Joe Strumble
  - Pirates des Caraïbes : La Fontaine de jouvence (2011) : le capitaine Edward Teach / Barbe-Noire

- John Phillip Law dans :
  - Barbarella (1968) : l'Ange
  - Le Sergent (1968) : le soldat Thomas « Tom » Swanson
  - Skidoo (1968) : Stash
  - Alienator (1990) : Ward Armstrong

- Anthony Perkins dans :
  - Quelqu'un derrière la porte (1971) : Laurence Jeffries
  - Les Loups de haute mer (1979) : Lou Kramer
  - Psychose 2 (1983) : Norman Bates
  - Psychose 3 (1986) : Norman Bates

- Peter O'Toole dans :
  - Où est passée mon idole ? (1982) : Alan Swann
  - Lassie (2005) : Duke
  - Stardust, le mystère de l'étoile (2007) : le roi de Stormhold

- Peter Coyote dans :
  - A Grande Arte (1991) : Mandrake
  - Docteur Patch (1998) : Bill Davis
  - Northfork (2003) : Eddie

- Peter Simonischek dans :
  - Rouge rubis (2013) : le comte Saint-Germain
  - Bleu saphir (2014) : le comte Saint-Germain
  - Vert émeraude (2016) : le comte Saint-Germain

- Richard Jordan dans :
  - Yakuza (1974) : Dusty
  - Le Secret de mon succès (1987) : Howard Prescott

- Michael Murphy dans :
  - Manhattan (1979) : Yale
  - L'Année de tous les dangers (1982) : Pete Curtis

- Paul Gleason dans :
  - The Breakfast Club (1985) : Richard Vernon
  - Sex Academy (2001) : Richard Vernon

- Lance Henriksen dans :
  - Aliens, le retour (1986) : Bishop (scène supplémentaire de la version longue)
  - Chasse à l'homme (1993) : Emil Fouchon

- John Mahoney dans :
  - Éclair de lune (1987) : Perry
  - Les Filous (1987) : Moe Adams

- Burt Reynolds dans :
  - Malone, un tueur en enfer (1987) : Malone
  - King Rising, au nom du roi (2007) : le roi Konreid

- Terence Stamp dans :
  - Le Sicilien (1987) : Prince Borsa
  - Song for Marion (2012) : Arthur Harris

- Tom Skerritt dans :
  - Texas Rangers : La Revanche des justiciers (2001) : Richard Dukes
  - Whiteout (2009) : Dr Fury

- Ron Leibman dans :
  - Auto Focus (2002) : Lenny
  - Garden State (2004) : Dr Cohen

- Gene Hackman dans :
  - Le Maître du jeu (2003) : Rankin Finch
  - Bienvenue à Mooseport (2004) : Monroe Cole

- Geoffrey Lewis dans :
  - Blueberry, l'expérience secrète (2004) : Greg Sullivan
  - The Devil's Rejects (2005) : Roy Sullivan

- Alan Alda dans :
  - Le Casse de Central Park (2011) : Arthur Shaw
  - Peace, Love et plus si affinités (2012) : Carvin

- Sandy Baron dans :
  - Broadway Danny Rose (1984) : Sandy Baron
  - Birdy (1984) : M. Columbato (1er doublage)

- 1965 : Super 7 appelle le Sphinx : Martin Stevens dit « Super 7 » (Roger Browne)
- 1966 : La Curée : Maxime Saccard (Peter McEnery)
- 1967 : Tire encore si tu peux : l'étranger métis (Tomás Milián)
- 1968 : Duffy, le renard de Tanger : l'espagnol, fournisseur d'armes (Tutte Lemkow)
- 1968 : Les Feux de l'enfer : Greg Parker (Jim Hutton)
- 1968 : Chacun pour soi : Manolo Sanchez (George Hilton)
- 1969 : Fleur de Cactus : Igor Sullivan (Rick Lenz (en))
- 1969 : Sept hommes pour Tobrouk : Charlie (Fabrizio Moroni)
- 1969 : À l'aube du cinquième jour : Enseigne Bruno Grauber (Franco Nero)
- 1969 : Filles et show business : Walter Hale (Elvis Presley)
- 1969[6] : Le Contrat : Vito (Anthony Charnota)
- 1970 : Airport : le jeune passager à lunettes[Qui ?]
- 1970 : Les Cicatrices de Dracula : Simon Carlson (Dennis Waterman)
- 1970 : La Fille de Ryan : commandant Randolph Doryan (Christopher Jones)
- 1970 : Campus : Jake (Harrison Ford)
- 1970 : Joe, c'est aussi l'Amérique : George (Gary Weber)
- 1970 : Dans les replis de la chair : Alex Bordelin (Bruno Ciangola)
- 1970 : La Vallée des plaisirs : Ronnie « Z-Man » Barzell (John Lazar)
- 1971 : Le Dossier Anderson : Spencer (Dick Anthony Williams)
- 1971 : Ce plaisir qu'on dit charnel : Jonathan Fuerst (Jack Nicholson)
- 1971 : Les Chiens de paille : Harry Niles (David Warner)
- 1971 : Big Jake : Michael McCandles (Christopher Mitchum)
- 1971 : Les Cavaliers : Mukhi (David de Keyser)
- 1971 : La Classe ouvrière va au paradis : un étudiant au porte-voix[Qui ?]
- 1972 : Cosa Nostra : Buster (Franco Borelli)
- 1972 : Massacre : Dominic Hoffo (Rip Torn)
- 1972 : La Poussière, la Sueur et la Poudre : Nathaniel (Anthony James)
- 1972 : Viol en première page : Montelli (John Steiner)
- 1973 : Mondwest : un technicien (Robert Patten)
- 1973 : Complot à Dallas : Tim (Colby Chester)
- 1973 : L'Exécuteur noir : l'inspecteur Reynolds (Brock Peters)
- 1974 : Flesh Gordon : le prince Pédalo (Lance Larsen)
- 1974 : La Grande Casse : Stanley Chase (James McIntyre)
- 1975 : Supervixens : Clint Ramsey (Charles Pitts)
- 1975 : La Trahison : Charles Lord (Timothy Dalton)
- 1975 : Liquidez l'inspecteur Mitchell : Salvatore Mistretta (Morgan Paull)
- 1976 : Le Voyage des damnés : le premier officier (David Daker)
- 1976 : C'est arrivé entre midi et trois heures : M. Foster (Howard Brunner)
- 1976 : La Carrière d'une femme de chambre : Nanno, un ami de Roberto[Qui ?]
- 1977 : Annie Hall : l'homme au cinéma (Russell Horton)
- 1977 : La Dernière Vague : David Burton (Richard Chamberlain)
- 1977 : Héros : Jack Dunne (Henry Winkler)
- 1978 : Le Jeu de la puissance : Colonel Hakim[Qui ?]
- 1978 : La Fureur du danger : Roger Deal (Robert Klein)
- 1978 : Sauvez le Neptune : Lieutenant Phillips (Christopher Reeve)
- 1978 : Le Chat qui vient de l'espace : M. Stallwood (Roddy McDowall)
- 1978 : La Grande Bataille : le chef du commando de parachutistes (Giacomo Rossi Stuart)
- 1978 : Les Sept Cités d'Atlantis : Atmir (Michael Gothard)
- 1978 : Mon nom est Bulldozer : un soldat (Riccardo Pizzuti)
- 1979 : Le Cavalier électrique : Dietrich (James B. Sikking)
- 1979 : Yanks : John (William Devane)
- 1979 : L'Exterminateur : le sergent Frank Malone (Tony Sheer)
- 1980 : Garçonne : Paul (Eric Allen)
- 1980 : Le Lion du désert : le prince Amedeo (Sky du Mont)
- 1980 : La Plage sanglante : le capitaine Pearson (John Saxon)
- 1980 : Stardust Memories : un admirateur de sandy[Qui ?] et un critique qui pose une question[Qui ?]
- 1980 : Héros ou Salopards : un australien brûlé dans une casemate[Qui ?]
- 1981 : New York 1997 : Romero (Frank Doubleday)
- 1982 : Le Choix de Sophie : Nathan (Kevin Kline)
- 1982 : Frances : Clifford Odets (Jeffrey DeMunn)
- 1982 : Gandhi : Pandit Jawaharlal Nehru (Roshan Seth)
- 1982 : Grease 2 : M. Stuart (Tab Hunter)
- 1982 : Les Guerriers du Bronx : Hot Dog (Christopher Connelly)
- 1983 : Vendicator : Nesfero (Johnny Monteiro)
- 1983 : Wargames : M. Lightman (William Bogert)
- 1984 : Le Bounty : John Fryer (Daniel Day-Lewis)
- 1984 : Il était une fois en Amérique : James Conway O'Donnell (Treat Williams) (1er doublage)
- 1984 : Marathon Killer : Pete Canfield (Ronny Cox)
- 1985 : Le Secret de la pyramide : le professeur Rathe (Anthony Higgins)
- 1985 : D.A.R.Y.L. : Andy Richardson (Michael McKean) (1er doublage)
- 1985 : Santa Claus : BZ (John Lithgow)
- 1985 : L'Année du dragon : Joey Tai (John Lone)
- 1985 : Tutti Frutti : Frère Constance (Jay Patterson)
- 1985 : Natty Gann : Sol Gann (Ray Wise)
- 1985 : Teen Wolf : Harold Howard (James Hampton)
- 1986 : Peggy Sue s'est mariée : Jack Kelcher (Don Murray)
- 1986 : Les Coulisses du pouvoir : le candidat sénateur de l'Ohio Jerome Cade (J. T. Walsh)
- 1986 : Highlander : Ron Berglas (Erik Powell)
- 1986 : Le Flic était presque parfait : le marchand d'armes (Austin Pendleton)
- 1986 : À propos d'hier soir... : Mr. Favio (George DiCenzo)
- 1986 : Hostage Dallas : "Tag" Taggar (Edward Albert)
- 1987 : Extrême préjudice : Larry McRose (Clancy Brown)
- 1988 : Élémentaire, mon cher... Lock Holmes : l'inspecteur Lestrade (Jeffrey Jones)
- 1988 : Vendredi 13, chapitre 7 : Un nouveau défi de John Carl Buechler : le docteur Crews (Terry Kiser)
- 1988 : Y a-t-il un flic pour sauver la reine ? : Vincent Ludwig (Ricardo Montalbán)
- 1988 : La Septième Prophétie : le révérend (John Heard)
- 1988 : Les Clowns tueurs venus d'ailleurs : le shérif Curtis Mooney (John Vernon)
- 1988 : Colors : Melindez (Rudy Ramos)
- 1989 : Calme blanc : le docteur (George Shevtsov)
- 1989 : L'Amour est une grande aventure : Jake Fedderman (Joel Brooks)
- 1989 : L'Aventure extraordinaire d'un papa peu ordinaire : Domingo Villaverde (Jean Carlo Simancas)
- 1990 : Henry et June : Henry Miller (Fred Ward)
- 1990 : Le Bûcher des vanités : Sir Gerald Moore (Robert Stephens)
- 1990 : L'Exorciste, la suite : le docteur Temple (Scott Wilson)
- 1990 : Fire Birds : Brad Little (Tommy Lee Jones)
- 1990 : Affaires privées : Nicholas Hollander (Mike Figgis)
- 1991 : Le Festin nu : Bill Lee (Peter Weller)
- 1991 : La Manière forte : Party Crasher (Stephen Lang)
- 1991 : Ombres et Brouillard : l'étrangleur (Michael Kirby)
- 1992 : Bob Roberts : Lukas Hart III (Alan Rickman)
- 1992 : Christophe Colomb : La découverte : Ferdinand II d'Aragon (Tom Selleck)
- 1992 : La Loi de la nuit : Phil Nasseros (Cliff Gorman)
- 1993 : Tombstone : Curly Bill Brocius (Powers Boothe)
- 1993 : Le Concierge du Bradbury : Gene Salvatore (Dan Hedaya)
- 1993 : Madame Doubtfire : Stuart Dunmeyer (Pierce Brosnan)
- 1993 : L'Extrême Limite : Max Waxman (Jonathan Banks)
- 1996 : Du vent dans les saules : le chef des belettes (Anthony Shyer)
- 1996 : Lame de fond : Francis Beaumont (David Selby)
- 1997 : Tennessee Valley : Reece McHenry (Sam Shepard)
- 1997 : Dans l'ombre de Manhattan : Morgenstern (Ron Leibman)
- 1997 : Le Nouvel Espion aux pattes de velours : Mr. Flint (Dean Jones)
- 1998 : Un tueur pour cible : Terence Wei (Kenneth Tsang)
- 1998 : Still Crazy : De retour pour mettre le feu : Ray Simms (Bill Nighy)
- 1998 : Préjudice : Al Eustis (Sydney Pollack)
- 1999 : Man on the Moon : Ed Weinberger (Peter Bonerz)
- 1999 : Agnes Browne : Tom Jones (Tom Jones)
- 1999 : Anna et le Roi : général Alak (Randall Duk Kim)
- 2000 : Un thé avec Mussolini : Mussolini (Claudio Spadaro)
- 2002 : American Party : Vance Wilder Sr. (Tim Matheson)
- 2002 : Influences : Cary Launer (Ryan O'Neal)
- 2002 : Le Club des empereurs : Sénateur Bell (Harris Yulin)
- 2004 : Melinda et Melinda : Max (Larry Pine)
- 2004 : Tout ou rien : Vincent « Vince » Hopgood (Paul Hogan)
- 2005 : The Weather Man : Robert Spritzel (Michael Caine)
- 2005 : A History of Violence : Carl Fogarty (Ed Harris)
- 2006 : The Holiday : Dustin Hoffman (Dustin Hoffman)
- 2006 : Jugez-moi coupable : Nick Calabrese (Alex Rocco)
- 2006 : Mon vrai père et moi : Doug Clayton (Edward Herrmann)
- 2007 : Hot Fuzz : le révérend Philip Shooter (Paul Freeman)
- 2007 : Shoot 'Em Up : Que la partie commence : Hammerson (Stephen McHattie)
- 2007 : Kill Bobby Z : Johnson (Keith Carradine)
- 2007 : Juno : Mac McGuff (J. K. Simmons)
- 2007 : The Lookout : Robert Pratt (Bruce McGill)
- 2008 : Rien que pour vos cheveux : le père de Zohan (Shelley Berman)
- 2008 : L'Échange : Sammy Hahn (Geoff Pierson)
- 2008 : Day Watch : Zavulon (Viktor Verjbitski)
- 2009 : Fanboys : William Shatner (William Shatner)
- 2009 : Hannah Montana, le film : M. Bradley (Barry Bostwick)
- 2010 : Double identity : l'ambassadeur Abilov (Harry Anichkin)
- 2011 : Hobo with a Shotgun : le chef de la police (Jeremy Akerman)
- 2013 : Wolverine : Le Combat de l'immortel : Yashida/Samouraï d'Argent (Hal Yamanouchi)
- 2014 : X-Men: Days of Future Past : le sénateur Brickman (Michael Lerner)
- 2015 : Cendrillon : le Roi (Derek Jacobi)
- 2016 : Joyeuse fête des mères : Lance Wallace (Hector Elizondo)
- 2017 : Death Note : le capitaine Russel (Michael Shamus Wiles)

#### Films d'animation
- 1965 : Sur la piste de l'Ouest sauvage : Le cheval de la Terreur
- 1985 : Taram et le Chaudron magique : le Seigneur des Ténèbres (2e doublage)
- 1993 : L'Étrange Noël de monsieur Jack : Dr Finkelstein
- 1994 : Le Roi lion : Scar (voix initiale)
- 1998 : Les Razmoket, le film : Jean-Roger, Charles
- 2000 : Les Razmoket à Paris, le film : Jean-Roger, Charles
- 2001 : Barbie Casse-Noisette : commandant Menthe
- 2002 : Barbie, princesse Raiponce : le roi Frederick
- 2003 : Les Razmoket rencontrent les Delajungle : Jean-Roger, Charles
- 2004 : Balto 3 : Sur l'aile du vent : Kirby
- 2007 : Ratatouille : Anton Ego (Peter O'Toole)
- 2010 : Alpha et Oméga : Tony
- 2011 : Eden : Dieu
- 2013 : Ma maman est en Amérique, elle a rencontré Buffalo Bill : Mr. Ferret
- 2015 : Le Petit Prince : le professeur
- 2015 : Objectif Lune : Frank
- 2016 : La Ligue des justiciers vs. les Teen Titans : Ra's Al Ghul
- 2017 : Batman vs Double-Face : Alfred Pennyworth

#### Court métrage
- 2017 : On s'est fait doubler ![5] : l'agent stoïque (Jean-Gilles Barbier)

### Télévision

#### Téléfilms
- Tom Skerritt dans :
  - Cœurs en feu (1992) : Jarrett Mattison
  - La prophétie de la haine (1997) : Steve Riordan
  - Les secrets du silence (1997) : Norm Jenkins
  - Aftershock : Tremblement de terre à New York (1999) : Thomas Ahearn
  - La guérison du cœur (2002) : Johnny Pinkley
  - Cyclone Catégorie 7 : Tempête mondiale (2005) : le colonel Mike Davis
  - La Colline aux adieux (2005) : Fritz Grier
  - Mammouth, la résurrection (2006) : Simon Abernathy
  - Désolation (2006) : John Edward Marinville
  - Alerte tsunamis (2007) : Victor Bannister
  - Un amour ne meurt jamais (2011) : Jack Conners
- Donald Sutherland dans :
  - Quicksand: No Escape (1992) : Murdoch
  - Citizen X (1995) : colonel Mikhail Fetisov
  - CSS Hunley, le premier sous-marin (1999) : général Beauregard
  - Trafic d'innocence (2005) : agent Bill Meehan
  - Moby Dick (2011) : père Mapple
  - L'Île au trésor (2012) : Flint
- Winston Rekert dans :
  - L'amour en cadeau (2003) : Joe Cunningham
  - L'étoile de Noël (2004) : William Simon
  - Le Secret de Hidden Lake (2006) : Frank Dolan
  - Tornades sur New York (2008) : Dr Lars Liggenhorn
  - L'enfer du feu (2008) : Hank
  - L'aventure de Noël (2009) : Nick Stanley
- Chuck Norris dans :
  - La Colère du tueur (1998) : Jake Fallon
  - L'Homme du président (2000) : Joshua McCord
  - Action Force (2002) : Joshua McCord
  - Walker, Texas Ranger : La Machination (2005) : Cordell Walker
- George Hamilton dans :
  - Danielle Steel : Disparu (1995) : Malcolm Patterson
  - Scandale à Hollywood (2004) : Woody Prentice
  - Un Noël trop cool (2004) : Père Noël
- Stacy Keach dans :
  - Ciel de glace (2003) : Pete Crane
  - Le Trésor de Barbe-Noire (2006) : Benjamin Hornigold
  - Nanny Express (2008) : révérend MacGregor
- Barry Bostwick dans :
  - L'Amour à l'horizon (2007) : Martin Harper
  - Tempête à Las Vegas (2013) : Sal
  - Romance sous les étoiles (2015) : Walt
- Cal Bartlett dans :
  - Turbulences en plein vol (2010) : général Caldwell
  - Portées disparues (2013) : le shérif
  - Les doutes de Scarlett (2016) : le maire Ron Anderson
- Art Hindle (en) dans :
  - Une proie certaine (2011) : l'agent spécial Leonard Heisman
  - Le Bébé de Noël (2012) : Christopher Davidson
  - Dévorée par l'ambition (2013) : Ralph Mickelson
- Ray Baker dans :
  - Rapt (1986) : Donald F. Donald
  - 44 minutes de terreur (2003) : Harris
- Christopher Walken dans :
  - Le Combat de Sarah (1993) : Jacob Witting
  - Arnaques en Jamaïque (1993) : Jack Shanks
- Dennis Hopper dans :
  - Chasseur de sorcières (1994) : Harry Philippe Lovecraft
  - Samson et Dalila (1996) : le général Tariq
- James Brolin dans :
  - Panique sur le vol 285 (1996) : Ron Showman
  - Un mariage malgré tout ! (2006) : gouverneur Conrad Welling
- Peter O'Toole dans :
  - Les Voyages de Gulliver (1996) : empereur de Liliput
  - Les Toiles de Noël (2008) : Glen
- Elliott Gould dans :
  - Romance millésimée (2009) : Paul Browning
  - La Cerise sur le gâteau de mariage (2014) : Max Barnworth
- 1972 : Le Loup de la nuit : Andrew Rodanthe (Bradford Dillman)
- 1973 : Chantage à Washington : Ted Seligson (Dabney Coleman)
- 1975 : Le Comte de Monte-Cristo : Noirtier De Villefort (Anthony Dawson)
- 1985 : Blackout : L'obsession d'un flic : Allen Devlin (Keith Carradine)
- 1985 : Meurtre au crépuscule : Roland (Frederick Coffin)
- 1985 : Perdus dans la ville : Marty Campbell (Richard Thomas)
- 1985 : Cœur en sursis : Larry Weisman (Jeffrey DeMunn)
- 1986 : La loi du silence : le commandant Kendall Laird (John Lithgow)
- 1986 : Agent orange : Clifton (Terrance Ellis)
- 1987 : L'Impossible Alibi : Harry Nash (Ed Harris)
- 1988 : Les passions oubliées : Michael Bredon (Christopher Cazenove)
- 1988 : Jack l'Éventreur : sergent George Godley (Lewis Collins)
- 1988 : Les Voyageurs de l'infini : commandant Jacob Brown (Duncan Regehr)
- 1989 : On a tué mes enfants : Frank Joziak (John Shea)
- 1989 : La rage de vivre : Wayne (Joseph Hacker)
- 1990 : Enterré vivant : Cortland 'Cort' van Owen (William Atherton)
- 1990 : Mort au sommet : Robert « Bob » Craig (John Gowans)
- 1991 : Confusion tragique : Ernest Twigg (John M. Jackson)
- 1992 : Cauchemar en plein jour : Sean (Christopher Reeve)
- 1992 : Double verdict : Warren Blackburn (Peter Strauss)
- 1993 : De parents inconnus : Del Smith (Gordon Clapp)
- 1993 : L'Affaire Amy Fisher : Désignée coupable : le juge Marvin Goodman (Mort Sertner)
- 1994 : Dans le piège de l'oubli : Dr Winslow (Paul Sorvino)
- 1994 : Honore ton père et ta mère : la véritable histoire des meurtres de Menendez : Jose Menéndez (James Farentino)
- 1994 : L'Homme aux deux épouses : Martin Hightower (Peter Weller)
- 1995 : La part du mensonge : Stuart Quinn (David Dukes)
- 1996 : Péchés oubliés : Dr. Richard Ofshe (William Devane)
- 1998 : La Proie du collectionneur : capitaine Swaggert (Bruce Dern)
- 1999 : La ville des légendes de l'Ouest : shérif Forrest (Sam Shepard)
- 1999 : Double Trahison : un médecin de l’hôpital (?)
- 2000 : Point limite : le président (Richard Dreyfuss)
- 2000 : Un intrus dans la famille : Dr Fortunato (Ric Reid)
- 2001 : Une vie pour deux : Steven Hastings (Peter Coyote)
- 2001 : La Ballade de Lucy Whipple : Jonas Scatter (Bruce McGill)
- 2002 : Blood Crime : shérif Morgan McKenna (James Caan)
- 2003 : Ultimate Limit : Pacheco Laval (Stephen J. Cannell)
- 2005 : La rose noire : Martin Darius / Peter Lake (Scott Glenn)
- 2006 : The Black Hole, le trou noir : le général Ryker (David Selby)
- 2008 : Les Buddenbrook, le déclin d'une famille :  Johann "Jean" Buddenbrook (Armin Mueller-Stahl)
- 2008 : 24: Redemption : Jonas Hodges (Jon Voight)
- 2010 : Une lueur d'espoir : Jess Sanford (Sam Elliott)
- 2010 : La femme de trop : le commentateur radio (Joel Haberli)
- 2011 : Planète Terre en danger : Rothman (Bruce Davison)
- 2011 : Allemagne 1918 : général Walther von Lüttwitz (Hans-Michael Rehberg)
- 2011 : Un mariage en cadeau : le révérend Paul (John Colton)
- 2012 : Coup de foudre à 3 temps : Drew (Chris Gillett)
- 2012 : La Saison des amours : Jim Landon (Barry Van Dyke)
- 2013 : Sa dernière course : Rudolf (Otto Mellies)
- 2014 : Sous le charme de Noël : le père de Jenna (Ray Laska)
- 2015 : Juste à temps pour Noël : l'homme à la calèche (William Shatner)
- 2016 : L'envie d'être mère : Mikey (Shawn Lawrence)
- 2016 : Une inquiétante infirmière : Wayne (John Novak)

#### Séries télévisées
- Barry Bostwick dans :
  - Spin City (1996-2002) : Randall Winston
  - Lexx (1997) : Thodin (saison 1, épisode 1)
  - Scrubs (2003) : M. Randolf (saison 3, épisode 9)
  - New York, unité spéciale (2004-2007) : Oliver Gates
  - Las Vegas (2005) : Martin (saison 3, épisode 11)
  - Ce que j'aime chez toi (2005-2006) : Jack Tyler
  - Ugly Betty (2008) : Roger Adams
  - Supernatural (2009) : Jay (saison 4, épisode 12)
  - Ghost Whisperer (2009) : Don Sullivan (saison 5, épisode 3)
  - Nip/Tuck (2009) : Roger Payne (saison 6, épisode 1)
  - Forgotten (2010) : Bill Ramey (saison 1, épisode 12)
  - Glee (2010) : Tim Stanwick (saison 2, épisode 5)
  - Cougar Town (2010-2014) : Roger Frank
  - Scandal (2013) : Jerry Grant
  - New Girl (2014) : Robert Goodwin (saison 4, épisode 11)

- Elliott Gould dans :
  - Friends (1994-2003) : Jack Geller
  - Shining (1997) : Stuart Ullman
  - It's Like, You Know... (1999-2001) : lui-même
  - Voilà ! (2000) : lui-même
  - Las Vegas (2003) : le professeur (saison 1, épisode 4)
  - Hercule Poirot (2005), épisode Le Train bleu  Rufus van Aldin
  - Les Maîtres de l'horreur (2006) : Barney (saison 2, épisode 7)
  - Drop Dead Diva (2009) : Larry Baxter (saison 1, épisode 6)
  - New York, police judiciaire (2009) : Stan Arkavy (saison 20, épisode 10)
  - Les Experts (2010) : Earnest Boozell (saison 11, épisode 2)
  - New York, unité spéciale (2012) : Walter Thompkins (saison 14, épisode 8)
  - Hawaii 5-0 (2016) : Leo Hirsch (saison 6, épisode 23)
  - Doubt (2017) : Isaiah Roth
  - Appartements 9JKL (2017-2018) : Harry Roberts

- Stacy Keach dans :
  - Au-delà du réel : L'aventure continue (2000) : Cord van Owen (saison 6, épisode 2)
  - Titus (2000-2002) : Ken Titus
  - Prison Break (2005-2007) : Henry Pope
  - Urgences (2007) : Mike Gates
  - Meteor : Le Chemin de la destruction (2009) : le shérif Crowe (mini-série)
  - Hindenburg: le géant des airs (2011) : Edward van Zandt (mini-série)
  - Lights Out (2011) : Robert Leary
  - Enlisted (2014) : Patrick (saison 1, épisode 8)
  - New York, unité spéciale (2014) : Orion Bauer (saison 16, épisode 2)
  - NCIS : Nouvelle-Orléans (2015-2017) : Cassius Pride (1er voix, saisons 1 et 4)
  - Blue Bloods (2016-2017) : le cardinal Kevin Kearns (1er voix, saisons 7 et 8)
  - Papa a un plan (2016-2018) : Joe Burns (1re voix, saisons 1 et 2)

- Tom Skerritt dans :
  - Dossiers brûlants (1974) : Robert W. Palmer (saison 1, épisode 7)
  - Un drôle de shérif (1992-1996) : Jimmy Brock
  - Will et Grace (2002) : Dr Jay Markus (saison 5, épisode 7)
  - État d'alerte (2004) : directeur adjoint de la CIA Acton Sandman
  - Fallen (2006) : Zeke (mini-série)
  - Brothers and Sisters (2006-2009) : William Walker
  - Dead Zone (2007) : Herb Smith (saison 6, épisode 13)
  - FBI : Duo très spécial (2012) : Alan Mitchell (saison 3, épisode 14)
  - The Good Wife (2014) : James Paisley
  - Madam Secretary (2015) : Patrick McCord (saison 1, épisode 13)

- William Shatner dans :
  - Troisième planète après le Soleil (1999-2000) : Grosse Tête Géante / Stone Phillips
  - The Practice : Donnell et Associés (2004) : Denny Crane
  - Boston Justice (2004-2008) : Denny Crane
  - Psych : Enquêteur malgré lui (2011-2012) : Frank O’Hara
  - Rookie Blue (2012) : Henry McLeod (saison 3, épisode 1)
  - Les Enquêtes de Murdoch (2015) : Mark Twain (saison 9, épisode 2)

- Scott Paulin dans :
  - JAG (2002-2003) : le capitaine Johnson
  - FBI : Portés disparus (2003) : Lawrence Metcalf (saison 1, épisode 16)
  - NCIS : Enquêtes spéciales (2006) : capitaine Kevin Dorn (saison 3, épisode 20)
  - Lie to Me (2009) : Gerald Cole (saison 1, épisode 1)
  - NCIS : Los Angeles (2011) : Larry Basser (saison 3, épisode 6)
  - Longmire (2012) : Ira Craig (saison 1, épisode 6)

- Donald Sutherland dans :
  - Salem (2004) : Richard Straker (mini-série)
  - Commander in Chief (2005-2006) : Nathan Templeton
  - Dirty Sexy Money (2007-2009) : Patrick « Tripp » Darling III
  - Les Piliers de la terre (2010) : Bartholomew de Shiring (mini-série)
  - Crossing Lines (2013-2015) : Michael Dorn
  - Trust (2018) : J. Paul Getty

- Ramy Zada dans :
  - Dallas (1990-1991) : Johnny Dancer
  - Le Juge de la nuit (1991-1992) : le juge Nicholas Marshall
  - Melrose Place (1995) : Martin Abbott
  - X-Files : Aux frontières du réel (1999) : Joe Cutrona (saison 7, épisode 6)
  - JAG (2004) : le professeur Alessandro Selvaggio (saison 9, épisode 12)

- Chuck Norris dans :
  - Walker, Texas Ranger (1993-2001) : Cordell Walker
  - Le Successeur (1999) : Cordell Walker
  - Le Flic de Shanghaï (2000) : Cordell Walker (saison 2, épisode 16)

- Jon Voight dans :
  - Lonesome Dove : La Loi des justes (1993) : capitaine Woodrow F. Call
  - 24 Heures chrono (2009) : Jonas Hodges
  - Ray Donovan (2013-2017) : Mickey Donovan (1re voix saisons 1 à 5)

- John Mahoney dans :
  - Frasier (1993-2004) : Martin Crane
  - Urgences (2006) : Bennett Cray (saison 13, épisode 3)
  - Hot in Cleveland (2011) : Rusty « Roy » Banks

- Michael Nouri dans :
  - Demain à la une (1998) : Stanley Hollenbeck (saison 3, épisode 10)
  - New York, unité spéciale (1999) : Dallas Warner (saison 1, épisode 2)
  - New York, section criminelle (2007) : Elder Roberts (saison 6, épisode 15)

- Alan Dale dans :
  - The Practice : Donnell et Associés (2002) : juge Robert Brenford
  - 24 Heures chrono (2003-2004) : le vice-président Jim Prescott
  - Californication (2011) : Lloyd Alan Philips Jr. (saison 4, épisode 7)

- Peter Coyote dans :
  - The Inside : Dans la tête des tueurs (2005-2006) : Virgil « Web » Webster
  - Los Angeles, police judiciaire (2010-2011) : le procureur Jerry Hardin
  - Intelligence (2014) : Leland Strand

- Anthony Higgins dans :
  - Londres, police judiciaire (2009) : Edward Connor (saison 1, épisode 5)
  - Inspecteur Lewis (2009) : Franco (saison 3, épisode 4)
  - Miss Marple (2010) : Comte Ludwig Von Stainach (saison 5, épisode 2)[7]

- Don Murray dans :
  - Côte Ouest (1979-1982) : William « Sid » Fairgaite
  - Twin Peaks (2017) : Bushnell Mullins

- Kenneth Welsh dans :
  - Au-delà du réel : L'aventure continue (1997) : Dr. Vasquez (saison 3, épisode 9)
  - The Listener (2012) : Albert Jacoby (saison 3, épisode 11)

- Mathieu Carrière dans :
  - Le Renard (1999) : Stefan Achatz (saison 23, épisode 4)
  - Rex, chien flic (2000) : Pr Paul Mandl (saison 6, épisode 8)

- Robert Curtis Brown dans :
  - Veronica Mars (2005) : le juré chef d'industrie (saison 2, épisode 10)
  - Shark (2007-2008) : Morgan Ride

- J. K. Simmons dans :
  - The Closer (2005-2012) : Will Pope (J. K. Simmons)
  - Raising Hope (2011) : Bruce Chance (saison 1, épisode 16)

- Matt Riedy dans :
  - NCIS : Enquêtes spéciales (2007) : l'amiral Kenneth Kirkland (saison 5, épisode 8)
  - Mad Men (2008) : Henry Wofford (saison 2, épisode 2)

- Howard Hesseman dans :
  - Urgences (2007) : Dr James Broderick (saison 14, épisode 1)
  - Les Experts (2011) : Dr Aden (saison 11, épisode 16)

- Bruce Davison dans :
  - Ghost Whisperer (2009) : Josh Bedford (saison 4, épisode 23)
  - Les Experts (2011) : Avery Tinsdale (saison 11, épisode 20)

- Michael Shamus Wiles dans :
  - Breaking Bad (2009-2012) : le chef de la DEA
  - Last Resort (2013) : général Macavoy (saison 1, épisode 11)

- John Hurt dans :
  - Labyrinthe (2012) : Audric Baillard (mini-série)
  - Panthers (2015) : Tom Kendle

- 1972 : Dossiers brûlants : le lieutenant Jack Matteo (William Daniels) (saison 1, épisode 4)
- 1976 / 1978 : Drôles de dames : Ted Kale (Kurt Grayson) (saison 1, épisode 1), Frank Bartone (Cesare Danova) (saison 1, épisode 2) et Frank Howell (Dean Martin)
- 1978 : Le Renard : Karl Markolm (Klausjürgen Wussow) (S02E04 : L'enfant de la haine)
- 1978-1986 : La croisière s'amuse : Mike Andrews (Bob Seagren) (saison 1, épisode 19), Mike Kelly (Michael Cole), Wally (Jimmie Walker) (saison 3, épisode 12), Bill Simmons (John Reilly) (saison 4, épisode 8), Ron (Richard Gilliland) (saison 6, épisode 21), Joe (Brodie Greer) (saison 8, épisode 9) et Michael Sawyer (John Astin)
- 1978-1987 : Dallas : Gary Ewing (David Ackroyd) / le détective de Bobby (Ion Berger) (saison 6, épisode 16) / Frederick Hoskins (Allan Miller (en)) / Gary Ewing (Ted Shackelford) (saison 9, épisode 1) et M. Barton (Josef Rainer)
- 1979 : Le Renard : Hubertus Manz (Thomas Fritsch) (S03E08 : Le doute et la peur)
- 1981-1982 : Flamingo Road : Michael Tyrone (David Selby)
- 1981-1987 : Dynastie : Michael Culhane (Wayne Northrop)
- 1982-1987 : Ricky ou la Belle Vie : Dexter Stuffins (Franklyn Seales)
- 1975-1991 : Inspecteur Derrick : Herr Kaub (Gerd Böckmann) (ép. 13 : L'ami de Kamilla), Achim Schenke (Horst Frank) (ép. 23 : Faussaires), Arthur Tobbe (Christian Quadflieg) (ép. 64 : L'ange de la mort), Rudolf Wiegand (Robert Atzorn) (ép. 88 : La morte du lac), Arthur Dissmann (Horst Buchholz) (ép. 100 : Le chantage), Ross (Gerd Böckmann) (ép. 106 : Attentat contre Derrick), Andreas Hessler (Gerd Böckmann (de)) (ép. 126 : Bavure), Heinz Engler (Robert Atzorn) (ép. 151 : Folie), Conny de Mohl (Frank Hoffmann) (ép. 155 : Patrouille de nuit), Gregor Goss (Robert Atzorn) (ép. 158 : L'affaire Goos) et Joachim Karau (Hanns Zischler) (ép. 202 : Des vies bouleversées),
- 1984 : Sherlock Holmes : Charles Gorot (Nicholas Geake) (saison 1, épisode 3)
- 1984-1987 : Arabesque : Peter Brill (Bert Convy) (épisode pilote), Horace Lynchfield (Paul Sand) (saison 1, épisode 17), Christopher Bundy (Bert Convy) (saison 2, épisode 19), Gilbert Gaston (Robert Forster) (saison 2, épisode 21) et Avery Stone (Bradford Dillman) (saison 4, épisode 8)
- 1984-1987 : Supercopter : Dr Robert Winchester (David Carradine) (saison 1, épisode 10), Nick Kincaid (Eric Braeden) (saison 3, épisode 22) et Saint John Hawke (Barry Van Dyke)
- 1985 : Kane & Abel : William Lowell Kane (Sam Neill) (mini-série)
- 1985-1987 : Deux Flics à Miami : Robbie Cann (James Remar) (saison 2, épisode 5) et Le Sauvage (Michael Wright) (saison 3, épisode 15)
- 1986 : La Vengeance aux deux visages : Dr Dan Marshall (James Smilie)
- 1986 : L'Agence tous risques : Tommy Tedesco (Richard Romanus) (saison 5, épisode 6 "Mort sur ordonnance")
- 1986 : MacGyver : David Crane (Geoffrey Lewis) (saison 2, épisode 9)
- 1986-1987 : La Vie des Botes : Roland Botes (Jean-Louis Terrangle)
- 1987 : La Belle et la Bête : Henry Dutton (Paul Gleason) (saison 1, épisode 8)
- 1987-1988 : Max Headroom : Edison Carter / Max Headroom (Matt Frewer)
- 1988 : La noble maison : Lando Mata (Damien Thomas) (mini-série)
- 1989 : Lonesome Dove : Woodrow F. Call (Tommy Lee Jones) (mini-série)
- 1989-1991 : Hercule Poirot : l'inspecteur de police (Al Fiorentini) (saison 1, épisode 6), Gregorie Rolf (Oliver Cotton (en)) (saison 2, épisode 9) et James Ackerley (Andrew Burt) (saison 3, épisode 10)
- 1990-1991 : Winspector : Shunsuke Masaki (Hiroshi Miyauchi)
- 1990-1992 : Les Contes de la crypte : Jerry (Michael Ironside) (saison 2, épisode 7), Dr Trask (Richard Thomas) (saison 2, épisode 15), Charles McKenzie (Richard Jordan) (saison 3, épisode 12), Dr Roberts (Don Michaelson) (saison 4, épisode 3), Fred (Christopher Reeve) (saison 4, épisode 6), Dr Alan Goetz (David Warner) (saison 4, épisode 7) et le lieutenant Jameson (Obba Babatundé) (saison 4, épisode 10)
- 1990 : Hercule Poirot, épisode L'Aventure de l'Étoile de l'Ouest : Gregory Rolf (Oliver Cotton (en))
- 1992 : Notre belle famille : Bob Gordon (Troy Shire) (saison 1, épisode 22)
- 1993-1994 : La Caverne de la rose d'or : Tarabas (Nicholas Rogers) ; voix additionnelles
- 1993-1996 : New York Police Blues : l'inspecteur John Kelly (David Caruso), Mike Biaggi (Lou Casal) (saison 3, épisode 3), Patsy Ferrara (Brad Sullivan) (saison 3, épisode 7), Theodore Tierney (Michael Waltman) et Carl (Robert Sutton) (saison 3, épisode 13) et Victor Charels (John Curless) (saison 4, épisode 5)
- 1994 : RoboCop : John Fraker (Christopher Bondy)
- 1994-1995 : Mission top secret : Neville Savage (Shane Briant)
- 1994-2003 : Friends : le réalisateur (James Burrows) (saison 1, épisode 6), M. Heckles (Larry Hankin) (saison 1, épisode 7), Burt (Richard Roat) (saison 6, épisode 18), l'acteur (Paul Logan) (saison 9, épisode 11) et le réalisateur (Joe Colligan) (saison 9, épisode 19)
- 1995-1996 : Melrose Place : Vic Munson (Page Moseley)
- 1995-1999 : Bugs : Dent (Richard Durden) et Dr Talbot (David Grant) (saison 2, épisode 10)
- 1996 : L'Homme de nulle part : Robert Barton (Francis X. McCarthy) (saison 1, épisode 25)
- 1996 : Chair de poule : M. Starkes (Peter Messaline)
- 1996 : FX, effets spéciaux : lieutenant Stone (Richard Comar)
- 1996-1998 : Au-delà du réel : L'aventure continue : Maculhaney (Alan Rachins) (saison 2, épisode 15), le principal (Douglas Newell) (saison 3, épisode 14) et le pasteur à la télévision (Ed Evanko) (saison 4, épisode 7)
- 1997-1998 : JAG : lieutenant Harmon Rabb Sr. (Richard Crenna) (2e voix, saison 3)
- 1997-2002 : Dharma et Greg : Edward Montgomery (Mitchell Ryan)
- 1998 : Seinfeld : le chauffeur du taxi de Elaine (Dayton Callie) (saison 9, épisode 20)
- 1999-2002 : Charmed : Ben Bragg (Jim Antonio) (saison 2, épisode 7) et le père de Paige (Scott Wilkinson) (saison 4, épisode 10)
- 2000-2003 : Un cas pour deux : Dieter Möhrlein (Wolfgang Packhäuser) (saison 20, épisode 7), l'avocat de Kern (Franz Hanfstingl) (saison 21, épisode 1), Karl Hoprecht (Michael Gwisdek) (saison 22, épisode 1) et Herr Winterberger (Peter Rauch) (saison 24, épisode 4)
- 2001 : Alias : Karl Dreyer (Tobin Bell)
- 2001 : Sept à la maison : le grand-père de Sarah (John Gowans) (saison 5, épisode 21)
- 2001 : Commissaire Léa Sommer : Anton Kofler (Edgar M. Böhlke) (saison 5, épisode 1)
- 2001-2002 : New York, unité spéciale : Darien Marshall (Simon Jones) (saison 2, épisode 17) et Craig Lambert (Craig Bockhorn) (saison 4, épisode 6)
- 2002 : Do Over : Bill Larsen (Michael Milhoan)
- 2002 : Les Nuits de l'étrange : Martin (Malcolm McDowell) (saison 1, épisode 25)
- 2003-2007 : FBI : Portés disparus : Victor Fitzgerald (Ray Baker) et Leslie Warwick (David Birney) (saison 5, épisode 17)
- 2003-2008 : Urgences : Bob Gilman (Michael Durrell) (saison 9, épisode 11) et Walter Perkins (Hal Holbrook)
- 2003-2009 : le mythe-Webster (Ronald Pickup) (saison 6, épisode 4) / Tom (David Bradley) (saison 7, épisode 1), Viv Marshall (Simon Armstrong) (saison 8, épisode 6), John Farrow / Lahaie (David Burke) (saison 8, épisode 8), Teddy Butler (John Franklyn-Robbins) (saison 9, épisode 3), Henry Marwood (Dominic Jephcott) (saison 9, épisode 5), Guy Sandys (Simon Williams) (saison 11, épisode 4) et Seth Comfort (Clive Russell) (saison 12, épisode 3)
- 2003 / 2013 : NCIS : Enquêtes spéciales : le golfeur Ben (Robert Pine) (saison 1, épisode 5) et Norman Pittorino (Graham Beckel) (saison 10, épisode 18)
- 2004 : Miss Marple : le colonel Arthur Bantry (James Fox) (saison 1, épisode 1)
- 2004 : Ash et Scribbs : Tim Gregson (Philip Martin Brown) (saison 1, épisode 4)
- 2004 : Dead Zone : Max Kolchak (Serge Houde) (saison 3, épisode 9)
- 2004 : Ma famille d'abord : lui-même (Wayne Newton) (saison 5, épisode 1)
- 2004 / 2014 : Mon oncle Charlie : lui-même (Harry Dean Stanton) (saison 2, épisode 1) et Steve (Steve Lawrence) (saison 11, épisode 13)
- 2005 : Joey : Benjamin Lockwood (John Larroquette)
- 2005 : Killer Instinct : Robert Hale (Peter Strauss) (saison 1, épisode 6)
- 2005-2008 : Supernatural : John Winchester (Jeffrey Dean Morgan)
- 2006 : Power Rangers : Force mystique : Leanbow (Chris Graham)
- 2006 : Desperate Housewives : Dr Barr (William Atherton)
- 2007 : Cold Case : Affaires classées : Stan Williams (Perry King) (saison 4, épisode 13)
- 2007 : Burn Notice : M. Pyne (Ray Wise)
- 2007 : Entourage : lui-même (Dennis Hopper) (saison 4, épisode 3)
- 2007 : Veronica Mars : le père de Madison ( ? ) (saison 3, épisode 12)
- 2007 : Esprits Criminels : Max Weston Nick Chinlund (saison 2, épisode 17)
- 2008 : Power Rangers : Jungle Fury : le maître Mao (Nathaniel Lees)
- 2009 : Nip/Tuck : Manny Caldarello (Richard Portnow) (saison 5, épisode 21)
- 2009 : Californication : lui-même (Peter Fonda) (saison 3, épisode 9)
- 2009 : NCIS : Los Angeles : Rick Pargo (Gregory Scott Cummins) (saison 1, épisode 6)
- 2009-2014 : Les Enquêtes de Murdoch : le juge Mitchell Wilson (Tom McCamus) (saison 2, épisode 5) et le prêtre (Neil Foster) (saison 7, épisode 12)
- 2010 : Lie to Me : Leo O'Sullivan (Bruce Weitz) (saison 2, épisode 13)
- 2010 : Chuck : le serveur du train (Ian Patrick Williams) (saison 3, épisode 14)
- 2010 : Party Down : Howard Greengold (Alex Rocco) (saison 2, épisode 10)
- 2010 : Borgen, une femme au pouvoir : Parly Petersen (Claus Bue) (saison 1, épisode 3) et Holger Brodersen (Niels Weyde) (saison 2, épisode 6)
- 2010-2012 / 2014 : Hot in Cleveland : Maxwell « Max » Sydney Miller (Carl Reiner) (saisons 1 à 3 et 5)
- 2011 : The Defenders : Carmine (Daniel J. Travanti) (saison 1, épisode 13)M
- 2011 : Les Experts : lui-même (Oscar B. Goodman) (saison 12, épisode 4)
- 2011 : Body of Proof : Colin Lloyd (Robert Walsh) (saison 1, épisode 6)
- 2011-2012 : Luck : Nick DeRossi (Alan Rosenberg)
- 2011-2012 : The Good Wife : Frank Michael Thomas (Fred Dalton Thompson)
- 2012 : True Blood : le général Cavanaugh (Phil Reeves) (saison 5, épisode 11)
- 2013 : The Killing : Raymond Seward Sr. (Duncan Fraser) (saison 3, épisode 6)
- 2013-2014 : Castle : Jackson Hunt (James Brolin)
- 2014 : Marvel : Les Agents du SHIELD : le vieil homme dans le train (Stan Lee) (saison 1, épisode 13)
- 2014 : Mammon, la révélation : professeur Stellesnæs (Harald Brenna)
- 2014 : Madam Secretary : l'ambassadeur Lester Clark (Robert Klein) (saison 1, épisode 6)
- 2014-2017 : The Leftovers : Kevin Garvey Sr. (Scott Glenn)
- 2015 : Under the Dome : le colonel Walker (Dann Florek) (saison 3, épisode 13)
- 2016 : Frankenstein Code : Jimmy Pritchard âgé (Philip Baker Hall)
- 2016 : Westworld : le vieux Bill (Michael Wincott)
- 2016 : Madoff, l'arnaque du siècle : Carl Shapiro (Charles Grodin) (mini-série)
- 2016-2018 : Better Call Saul : Clifford Main (Ed Begley Jr.) (1re voix, saisons 2 et 4)
- 2017-2018 : Grace et Frankie : Nick Skolka (Peter Gallagher) (1re voix, saisons 3 à 5)
- 2017 : Colony : Hennessey (William Russ)
- 2017-2018 : Ozark : Harry (Lindsay Ayliffe) (1re voix, saisons 1 et 2)
- 2017-2018 : Au fil des jours : Berto (Tony Plana) (1re voix, saisons 1 et 2)
- 2018 : Meurtres au paradis : Frank O'Toole (James Faulkner) (saison 7, épisode 3)

#### Séries d'animation
(février 2024).
- Le Roi Arthur et les Chevaliers de Justice : Lord Viper / Seigneur Vipère
- Reboot : virus Megabyte / capitaine Capacitor / Phong / Slash (saison 3)
- Action Man : le docteur X
- Les Razmoket : Jean-Roger, Charles
- Razbitume ! : Jean-Roger, Charles
- Iznogoud : voix additionnelles
- Bêtes à craquer : l'éléphant Eugène
- Le Tour du monde en quatre-vingts jours : Philéas Fogg
- Tic et Tac, les rangers du risque : Catox
- She-Ra, la princesse du pouvoir : Flèche d'or (1re voix)
- Les Animaux du Bois de Quat'sous : Renard
- Les Chevaliers du Zodiaque : Shiryu, Hyoga, Docrates et Phaéton
- Samouraï Pizza Cats : le narrateur
- Double Dragon : le Maître de l'ombre
- 1992-1997 : X-Men : Fauve, Magneto (voix principale), Apocalypse (voix principale, saisons 1 et 5), Dents de Sabre (1er voix), Cable (2e voix) et Graydon Creed
- 1997-2000 : Timothy et ses peluches : Zébron, Ti'Nours et le narrateur
- 1999-2013 : Futurama : Bender Tordeur Rodríguez (sauf saisons 4 et 5), Docteur Zoidberg (saisons 1 à 3 et films), Flexo, Leo Wong (saisons 1 à 3)
- 2009-2013[8] : Archer : Lord Feltchley (saison 1, épisode 2), Burt Reynolds[Note 6] (saison 3, épisode 4), James Mason[Note 7] et divers personnages
- 2011 : Wakfu : le procureur (saison 2)

### Jeux vidéo
- 2002 : Blade 2 : Abraham Whistler
- 2002 : Kingdom Hearts : Dr Finkelstein
- 2003 : Futurama : Bender Rodriguez
- 2004 : Rome: Total War : le capitaine carthaginois
- 2004 : Halo 2 : Sesa 'Refumee
- 2005 : Jade Empire : le capitaine de la garde impériale ; Gu l’érudit ; Zhang ; Le préfet Jitong
- 2005 : Kameo: Elements of Power : l'entraineur
- 2005 : Kingdom Hearts 2 : le Dr Finkelstein
- 2006 : Le Parrain : Santino « Sonny » Corleone
- 2006 : Secret Files : Tunguska : le père de Nina
- 2006 : The Secrets of Da Vinci : Le Manuscrit interdit : François 1er
- 2008 : Fallout 3 : le président Eden
- 2008 : Lost : Les Disparus, le jeu vidéo : Zoran Savo
- 2009 : Dragon Age: Origins : Riordan
- 2011 : Star Wars: The Old Republic : voix additionnelles
- 2013 : Disney Infinity : le shérif de Colby
- 2014 : Destiny : Arach Jalaal, l'émissaire de l'Astre Mort
- 2014 : Halo 2 : Anniversary : Elite de l'introduction, Sesa 'Refumee
- 2015 : The Order: 1886 : le Grand Chancelier
- 2015 : Heroes of the Storm : Ka, annonceur de la carte Temple Céleste
- 2017 : Destiny 2 : Arach Jalaal, l'émissaire de l'Astre Mort
- 2016 : Total War: Warhammer : le narrateur
- 2017 : World of Warcraft: Legion : Silgryn
- 2018 : Detroit: Become Human : Carl Manfred

### Direction artistique
Films
- Les Razmoket rencontrent les Delajungle

Téléfilms
- Mauvaise Influence

Séries télévisées
- Sept à la maison
- Awake
- Dharma et Greg
- Un cas pour deux
- Do Over
- DOS : Division des opérations spéciales
- Un drôle de shérif
- Frasier
- Haute Tension
- Moi et ma belle-famille
- New York Police Blues
- Romeo
- Sunset Beach
- Supernatural
- The Closer : L.A. enquêtes prioritaires
- The Palace

Séries d'animation
- Samouraï Pizza Cats
- Bêtes à craquer
- Futurama (saisons 1 à 3)

## Voix off

### Documentaire
- 1999 : Jackie Chan: My Stunts : le narrateur

### Publicités
- Chuck Norris pour :
  - le jeu vidéo World of Warcraft (2011)
  - Fiat Pro : « C'est du costaud » (2017)

- 1990 : le jeu vidéo Teenage Mutant Hero Turtles
- 1998 : Brut (Fabergé)
- 1999 : Star Trek : Les Dossiers officiels
- 2004 : Télé Z
- 2004 : Viandes et pommes du Limousin : la voix off défendant les pommes
- 2007 : Aviva
- 2008 : Lindt : le maître chocolatier
- 2010 : MAIF : le grand-père